# Шаповалов Георгій Іванович
Шапова́лов Гео́ргій Іва́нович (нар. 27 червня 1945) — український історик та археолог, професор, доктор історичних наук.

## Життєпис
Народився 27 червня 1945 року в селі Гурівці Козятинського району Вінницької області в родині службовця. Того ж року родина переїхала до міста Запоріжжя. Навчався спочатку у середній школі № 84, а потім у середній школі № 15. Вчителі Л. Ф. Анохіна, В. С. Флоренська, М. Ф. Голуб та інші сформували в нього глибокий інтерес до історії Запоріжжя, легендарного острова Хортиця. Під час навчання в школі Георгій Іванович захопився колекціонуванням монет, марок, почав збирати власну бібліотеку. У старших класах зацікавився боротьбою і підводним спортом.
У 1963 році закінчив школу й курси підводних плавців при обласній морській школі ДТСААФ. По закінченні школи стає слюсарем Запорізького електровозоремонтного заводу. Під час роботи на заводі бере активну участь у молодіжному русі: займається туризмом, боротьбою, підводним спортом у клубі аквалангістів «Скіф». Улітку 1964 р. стає учасником експедиції цього клубу на Чорне море.
У 1964—1967 роках проходив дійсну військову службу в Збройних Силах СРСР.
Демобілізувавшись, повертається до Запоріжжя, де стає одним із найактивніших членів акваклубу «Скіф» і восени 1967 року організовує разом з однодумцями пошуки старожитностей у Дніпрі біля Хортиці.
У 1968—1971 роках працював у Запорізькому обласному будинку технічної інформації та Запорізькому технікумі електронних приладів. У технікумі створив групу аматорів підводного спорту, члени якої брали активну участь у підводних експедиціях на Дніпрі та Чорному морі.
У 1969—1975 роках навчався на історичному факультеті Дніпропетровського державного університету. Під час навчання остаточно формується коло його наукових інтересів — розвиток підводної археології на Дніпрі з метою дослідження давнього судноплавства України.
У 1970 р. друкує програмну статтю «За дніпровськими таємницями», в якій виклав концепцію організації постійної експедиції, — із метою з'ясування стану підводних археологічних пам'яток у Дніпрі біля острова Хортиця, їх охорони й дослідження. При найактивнішій його участі така експедиція була створена тоді ж і успішно діє досі.
У 1972 році, на запрошення дирекції Державного історико-культурного заповідника запорозького козацтва на о. Хортиця, стає старшим науковим співробітником цього закладу. Беручи безпосередню участь у створенні музейних колекцій, досліджуючи й пропагуючи старожитності Хортиці, він у 1973 р. стає завідувачем відділу фондів та реставрації заповідника. Тоді ж виступив ініціатором створення на острові Музею давнього судноплавства на Дніпрі.
У 1974 р. перейшов працювати до Запорізького обласного краєзнавчого музею, з лютого 1976 року — директор музею. Працюючи поруч із такими досвідченими музейниками як С. Г. Перовська, В. В. Гуща, Г. І. Пугіна, Т. Ф. Мощиць, Л. О. Галактіонова, М. М. Ширяєва він пройшов справжню школу краєзнавства і сформувався у фахівця музейно-краєзнавчої справи. У ці роки зміцнюються його дружні стосунки з такими особистостями як О. В. Бодянський, В. Г. Фоменко, Ф. Г. Шевченко, В. І. Бідзиля, що мало великий вплив на становлення Г. І. Шаповалова як ученого.
За його майже 40-річне керівництво обласним краєзнавчим музеєм тут відбулися значні покращення: отримано і капітально відремонтовано нове приміщення, зібрані численні нові колекції, на сучасному науковому й художньому рівнях створені експозиції залів природи, археології, історії Запорізького краю. За безпосередньої участі Георгія Івановича і його колег із головного музею області створено державні краєзнавчі музеї у Пологах, Кам'янці-Дніпровській, Токмаку, Гуляйполі, Приморську, Василівці, багато музеїв на громадських засадах. У Запорізькому товаристві охорони пам'яток історії та культури багато років очолював археологічну секцію і є активним його членом. Завдяки його наполегливості було створено заповідну територію «Старий Олександрівськ», а також узято під охорону держави як комплексний пам'ятник історії і археології річку Дніпро на всій території області.
У 1990 р. ним розроблено наукову концепцію міжнародного проекту «Давній водний шлях „Із варяг у греки“ — шлях діалогу, миру і взаєморозуміння для Європи». Шаповалов є одним із засновників в 1997 р. Запорізького наукового товариства імені Я.Новицького та його дійсним членом.
Шаповалов Г. І. став засновником і постійним членом редакційної колегії фахового видання щорічника «Старожитності степового Причорномор'я та Криму», що з 1991 р. видається музеєм спільно з історичним факультетом Запорізького національного університету.
У 1996 р. Шаповалов Г. І. за конкурсом був обраний начальником управління культури Запорізької обласної державної адміністрації.
Наприкінці 1998 р. він повернувся на посаду директора Запорізького державного обласного краєзнавчого музею.
З 2001 року — відповідальний редактор науково-теоретичного щорічника «Музейний вісник», що видається управлінням культури облдержадміністрації та краєзнавчим музеєм.

## Наукова й викладацька діяльність
З 1976 р. викладає у Запорізькому державному університеті та Запорізькому національному технічному університеті. Він бере участь у організації всіх археологічних та історичних конференцій та семінарів, які відбуваються у Запоріжжі.
У 1984 р. закінчив аспірантуру при Дніпропетровському державному університеті й захистив кандидатську дисертацію.
У 1991 р. вченою радою Запорізького державного університету йому присвоєно звання доцента.
У 2001 р. рішенням спеціалізованої вченої ради Дніпропетровського національного університету на підставі прилюдного захисту дисертації «Судноплавство у духовному житті населення України (з найдавніших часів до кінця XIX ст.)» йому присуджено науковий ступінь доктора історичних наук зі спеціальності «Історія України». Науковим консультантом дисертації виступила доктор історичних наук, професор ДНУ Ірина Федорівна Ковальова.
З 2003 р. — професор кафедри українознавства Запорізького національного технічного університету.

## Праці
Він є автором більш ніж 200 наукових праць, багатьох журнальних і газетних публікацій з давньої історії краю, розвитку судноплавства на Дніпрі. Досліджуючи багато років давню історію судноплавства на території України, останнім часом зосередився на такій її проблемі, як вплив судноплавства на духовну культуру давнього населення України. Результатом цього стало видання праць
- «Походження українського тризуба, або як поєдналися якір і хрест»,
- «Знак Рюриковичів не тризуб, а якір-хрест» та інших.

Вагомим науковим підсумком розробки цієї теми стало видання Шаповаловим монографій:
- «рос. Корабли веры: Судоходство в духовной жизни древней Украини»(1997 р.) та
- «Судноплавство у духовності давньої України» (2001 р.).

## Нагороди та почесні звання
- У 1995 р., він першим в області був відзначений премією імені Я. П. Новицького обласного відділення Фонду культури Україні, за особистий внесок у розвиток музейної справи та за пропаганду творчих доробок музею в галузі краєзнавства, етнографії, народної творчості і археології Запорізького краю;
- Лауреат щорічної премії ім. Я. П. Новицького за 1995;[3]
- За підсумками роботи музеїв у 2003 р., що був роком культури в Україні, Запорізький обласний краєзнавчий музей визнано одним із найкращих у державі, а Г. І. Шаповалов відповідно нагороджений Дипломом Міністерства культури і мистецтв України як «найкращий директор музею обласного підпорядкування»;
- У 2004 р. він став першим лауреатом премії обласної державної адміністрації за досягнення у розвитку культури Запорізького краю у номінації «За досягнення у розвитку музейної справи»;
- Подяка Кабінету Міністрів України (2004);
- Почесна відзнака Міністерства культури і мистецтв України (2005);
- Орден «За заслуги перед Запорізьким краєм» І ступеня (15 травня 2018).[4]